# لیتل هوروود
لیتل هوروود (به انگلیسی: Little Horwood) یک روستا و محله مدنی در بریتانیا است که در الزبری ول واقع شده‌است. لیتل هوروود ۴۳۴ نفر جمعیت دارد.